# Le Monarque, son fils, son fief
Le Monarque, son fils, son fief est un roman politique à clef de Marie-Célie Guillaume, directrice de cabinet de Patrick Devedjian, président du conseil général des Hauts-de-Seine, qui décrit de façon acérée le combat que se sont livrés, de façon souterraine mais violente, le président de la République en exercice, Nicolas Sarkozy, et Patrick Devedjian, qui lui a succédé à la présidence de ce conseil général.
Paru en librairie le 14 juin 2012, soit entre les deux tours des élections législatives, le livre rencontre le succès commercial et figure, plusieurs semaines consécutives, dans les meilleures ventes de sa catégorie.

## Trame générale du récit et parti stylistique de l’ouvrage
Rédigé dans un style romanesque, l’ouvrage reproduit des événements et des dialogues réels pour la plupart, qui donne une vision de la gestion par Nicolas Sarkozy (le Monarque), de son « fief » (les Hauts-de-Seine) dans lequel son fils Jean Sarkozy (Le Dauphin) tente d'entamer une carrière politique dans le sillage de son père.
Le livre s’ouvre en 2007, sur la désignation à la tête du département de Patrick Devedjian, obtenue avec l’aval de Nicolas Sarkozy qui, nouvellement élu à la présidence de la République, refusait à son vieil ami Devedjian le maroquin de Garde des Sceaux qu’il lui avait auparavant promis. Il se conclut trois ans plus tard, en 2010, sur la victoire de Patrick Devedjian, réélu dans le même fauteuil de président du conseil général, ayant triomphé des nombreuses manœuvres que Nicolas Sarkozy et ses amis locaux ont conduites, selon l’auteur du récit, pour l’en évincer.
L’ouvrage décrit ces manœuvres dans un récit émaillé de menaces verbales et physiques, complots et règlements de compte, orchestrés par « Le Monarque », son fils « Le Dauphin », et leurs alliés au sein de la Principauté (le conseil général).
Pour donner à son récit une coloration littéraire recherchée, en même temps qu’un anonymat qui le protège d’éventuelles poursuites judiciaires, l’auteur ne donne aucun nom propre réel, ni de lieux, ni de personnes. Ainsi, le département des Hauts-de-Seine devient « la Principauté», la France « le Vieux pays » et Neuilly-sur-Seine « Rockyville ».
Les observateurs attentifs de la vie politique nationale et locale découvrent, derrière des pseudonymes transparents, le portait caricatural et dénonciateur de nombreux responsables locaux ou nationaux de l’UMP sous l’« ère Sarkozy ». L’ouvrage atteste en lui-même du climat de guerre interne qui secoue la droite dans les Hauts-de-Seine et dévoile ce qui constitue, selon l'auteur, la face sombre de Nicolas Sarkozy.
Un chapitre de l’ouvrage a soulevé une émotion particulière. Intitulé Rocky et le monologue du périnée, ce chapitre met en scène une pulsion sexuelle de « Rocky », alias le « Monarque », demandant — et obtenant — une faveur sexuelle à l’élue d’une grande ville du Sud de la France venue solliciter du président de la République une subvention pour un nouveau musée de sa ville.
Minimisant d’abord l’importance de ce récit — « une scène microscopique » — Marie-Célie Guillaume esquive les questions sur la véracité du récit, en expliquant que « ce sont des choses qui existent. Dans les milieux du pouvoir, certains hommes se permettent des choses. Toutes les femmes qui sont dans cet environnement sont exposées à des situations » de ce type.
D’après l’enquête de certains journalistes, c’est ce récit qui aurait suscité la plus vive colère de Nicolas Sarkozy. « Sarkozy n'a pas digéré la scène du livre qui se passe dans son bureau. Il veut la peau de Devedjian », déclare au Monde un élu UMP. « Il passe [notamment] une soufflante à la présidente du groupe UMP au conseil général des Hauts-de-Seine, Isabelle Caullery, qui, tétanisée, préfère démissionner ».

## Les incidences politiques de la publication de l’ouvrage
D’autres élus altoséquanais acceptent de servir de relais à la colère de l’ex-président. « Ce livre est un torchon qui nous salit, nous et nos amis nationaux », déclare ainsi Yves Menel, conseiller général UMP de Garches.
Jean Sarkozy accuse Patrick Devedjian d’avoir coécrit le livre et d'autres de l'avoir, à tout le moins, inspiré. La plupart des élus, qui se sont reconnus dans les portraits au vitriol qu’en a tracés Marie-Célie Guillaume, accusent le président du conseil général de soutenir sa plus directe collaboratrice.
Plusieurs réunions sont convoquées au sein de la majorité départementale (UMP et Nouveau Centre) pour débattre de l’opportunité de demander la démission de Patrick Devedjian de la présidence du conseil général et des possibilités, pour l’obtenir, de bloquer le fonctionnement de la collectivité. Ne retenant pas cette solution extrême, la majorité des élus adopte tout de même une motion de défiance à l’égard de Patrick Devedjian.
Pour se dégager des pressions qui s’exercent sur lui, Patrick Devedjian désavoue officiellement sa directrice de cabinet. Marie-Célie Guillaume, elle-même, affirme n’avoir pas soumis son texte avant parution à la relecture de son supérieur. Celui-ci réussit ainsi à désarmer l’opposition qui commençait à se former au sein de sa majorité et, notamment, à gérer sans trouble public apparent la séance suivante du conseil général.

## Licenciement de l'auteur mais succès du livre en librairie
Patrick Devedjian se garde de critiquer le livre sur le fond, se bornant à souligner qu'il n'en est pas l'auteur. Il livre toutefois ce commentaire laconique : « C'est un livre de femme qui décrit un climat fait par des hommes au cerveau reptilien empreint d'une grande brutalité naturelle... ».
Mais, alors qu'il avait par le passé refusé à plusieurs reprises de la licencier, Patrick Devedjian doit cette fois sous la pression, mettre fin aux fonctions de sa directrice de cabinet, concédant qu’il ne lui est plus possible de travailler avec les conseillers généraux que son livre a critiqués de façon si aiguë.
L’ouvrage se vend très bien, faisant l’objet d’un tirage à 60 000 exemplaires, soutenu par une présence médiatique très active de Marie-Célie Guillaume. La presse étrangère fait écho à ce succès de librairie. Ainsi The Guardian s'étonne-t-il des faits relatés tout autant que du succès de l’ouvrage : « La France se délecte des contes sordides d'un Sarkozy à peine déguisé ».
Malgré son licenciement du conseil général, Marie-Célie Guillaume ne s'éloigne pas de Patrick Devedjian, puisqu'elle est reprise quelques mois par lui comme collaboratrice à l’Assemblée nationale. En décembre 2012, la « femme de l'ombre de Patrick Devedjian » réapparaît « à la manœuvre tout au long de l'élection partielle » qui aboutit à sa réélection dans la 13e circonscription des Hauts-de-Seine.
Nommée un temps collaboratrice politique de Patrick Devedjian auprès du conseil général des Yvelines, Marie-Célie Guillaume succède en février 2014 à Katayoune Panahi, ingénieur en chef des Ponts et Chaussées, en qualité de directrice générale de Defacto, établissement public de gestion du quartier d’affaires de La Défense (premier quartier d’affaires européen), dont Patrick Devedjian exerce la présidence, sans que les maires sarkozystes concernés ne s'y opposent,. Cet emploi étant habituellement tenu par un Ingénieur des Ponts, certains ont pu critiquer la faiblesse de son expérience administrative, lors de sa nomination à cet emploi de DG d'un établissement public de cette importance.

## Galerie des portraits
De nombreux critiques du livre relèvent avec amusement la « galerie de politiques dont toute ressemblance avec des personnages existants ne saurait être fortuite ». Ils soulignent aussi le caractère caricatural et très critique de ces portraits, parmi lesquels « seuls surnagent » quelques rares figures positives.

### Les héros positifs
- L’Arménien : Patrick Devedjian[9], président du conseil général des Hauts-de-Seine. Selon les époques du récit, il est aussi secrétaire général de l'UMP, ministre de la Relance, président de l'EPAD, écarté de ce poste par une limite d'âge dont Nicolas Sarkozy empêcha à trois reprises la modification favorable attendue.
- Baronne, l'auteur elle-même[9], qui se dénomme ainsi par allusion à son père, le baron Alain Guillaume, ambassadeur de Belgique[22]. À l'époque du récit, directrice de cabinet du président du conseil général.
- Fée Clochette : Emmanuelle Guinaudeau[23], cheffe de cabinet du président du conseil général.
- Le Chinois : personnage non public qui sert de confident et de mentor à Baronne.

### « La Cour du Monarque et son gouvernement »
- Le Monarque, ou Rocky : Nicolas Sarkozy[7], ex-président du conseil général ; au moment du récit, président de la République en exercice. Un journaliste étranger a relevé que, par exception au principe d'anonymisation des personnages du roman, l'éditeur n'a pas hésité à remplacer le « O » du mot « Monarque » sur la couverture du livre par un profil du visage de l'ancien président « qui ne laisse guère de place au doute »[12].
- La première Première dame : Cécilia Sarkozy, devenue Cécilia Attias.
- La deuxième Première dame : Carla Bruni, devenue Carla Sarkozy-Bruni.
- Préfet Tigellin : Claude Guéant[7], au moment du récit secrétaire général de l’Élysée. Marie-Célie Guillaume aurait choisi ce nom en référence à Tigellin, préfet du prétoire et principal conseiller de l'empereur romain Néron[24].
- Maître Jourdain : Henri Guaino[25], au moment du récit « plume », conseiller spécial du président de la République.
- Conseiller aux cultes : Patrick Buisson[25], au moment du récit conseiller du président de la République, chargé d'affaires que semble évoquer le pseudonyme choisi par Marie-Célie Guillaume.
- Langue de VIP : Pierre Charon[25], au moment du récit conseiller du président de la République.
- Langue de bois : Franck Louvrier[25], à l'époque du récit porte-parole du président de la République.
- Cheftaine : Emmanuelle Mignon[25], à l'époque du récit conseillère (démissionnaire) du président de la République. Ci-devant camarade de classe de Baronne.
- Sherpa Marly : Jean-David Levitte, à l'époque du récit conseiller diplomatique et « sherpa » du président de la République.
- @fdebeauce : François Fillon, à l'époque du récit, Premier ministre de Nicolas Sarkozy, qui possède un temps un compte Twitter avec ce pseudonyme.
- Muet d'Orsay : Bernard Kouchner, au moment du récit ministre des Affaires étrangères.
- Gazelle du Sénégal, Rama Yade, au moment du récit secrétaire d'État aux Affaires étrangères, puis aux Sports, plus tard candidate battue dans les Hauts-de-Seine, malgré l'appui de Patrick Devedjian qui s'opposait ainsi à un député sarkozyste local (Manuel Aeschlimann, finalement battu par un candidat PS).
- Belle-Amie : Rachida Dati, ainsi dénommée pour transposer sur le personnage et ses relations avec Nicolas Sarkozy, le monde romanesque du Bel-Ami de Maupassant. À l'époque du récit Garde des sceaux du gouvernement Fillon, poste que Nicolas Sarkozy avait pourtant (d'après le récit) promis de longue date à Patrick Devedjian.
- Hareng Saur : Éric Cesari[23], ci-devant directeur de cabinet de Nicolas Sarkozy au conseil général[26] (toujours rémunéré par le conseil général sous Patrick Devedjian). Dès 2010, P. Devedjian accusait Éric Cesari d'orchestrer la manœuvre politique contre lui[27]. Directeur général de l'UMP[26], il est dans le récit le porteur des messages menaçants du Monarque à l'intention de Baronne.

### « La Principauté — les élus et responsables politiques des Hauts-de-Seine »
- Le Dauphin : Jean Sarkozy[11], fils du « Monarque », au moment du récit président du Groupe UMP - Nouveau Centre au conseil général. Échoue à conquérir la présidence de l'EPAD, à la suite d'une vive émotion de l'opinion publique, alimentée discrètement et efficacement par Patrick Devedjian et Marie-Célie Guillaume.
- Don Léonard : Charles Pasqua[7], ci-devant président du conseil général. Au moment du récit, président du Pôle Universitaire Léonard de Vinci (d'où son nom dans l'ouvrage) et sénateur des Hauts-de-Seine. Cerveau caché, dans le récit, de la plupart des complots anti-Devedjian.
- Les Thénardier : Patrick et Isabelle Balkany[7], respectivement, au moment du récit, député-maire de Levallois-Perret et vice-présidente (battue à la fin du récit) du conseil général, dépeints l'un et l'autre sous des traits picaresques.
- Trépané du Local : Alain-Bernard Boulanger[11], maire de Villeneuve-la-Garenne, à l'époque du récit premier vice-président du conseil général. Dans le récit, opposant versatile à Patrick Devedjian, toujours finalement retourné par lui. Marie-Célie Guillaume a laissé entendre que ce surnom, très peu flatteur, aurait été attribué par Nicolas Sarkozy lui-même[28].
- Cinglé Pichrocole : Philippe Pemezec[7], maire du Plessis-Robinson, successivement, à l'époque du récit, député puis vice-président du conseil général. Secrétaire général (nommé) de l'UMP départementale. En vient à commettre une agression contre Marie-Célie Guillaume[7] - épisode couvert dans le récit -  au sujet de laquelle celle-ci a déposé une main-courante au commissariat de Nanterre.
- L’Humoriste Attitré : André Santini[25], député-maire d'Issy-les-Moulineaux.
- Culbuto du Centre : Hervé Marseille[29], maire centriste de Meudon, à l'époque du récit vice-président du conseil général. Élément inconstant de l'opposition à Patrick Devedjian.
- Lesieur Homais : Jean-Jacques Guillet, député et, à l'époque du récit, vice-président du conseil général puis maire de Chaville. En rivalité idéologique de trente ans avec Patrick Devedjian. Président (élu, contre Patrick Devedjian) de l'UMP départementale. Ainsi dénommé par allusion au pharmacien de Madame Bovary.
- Le Doyen d'Âge: Charles Ceccaldi-Raynaud[25], à l'époque du récit conseiller général de Puteaux et supplanté dans « sa » mairie par sa fille, laquelle obtiendra la présidence de l'EPAD, tirant parti du « match nul » entre Patrick Devedjian et Jean Sarkozy en rivalité pour ce poste.
- Chihuahua : Thierry Solère[9], vice-président du conseil général. Élu, en 2012, député de Boulogne-Billancourt, contre Claude Guéant, il est, au moment du récit, la cheville ouvrière de l'équipe réunie autour de Jean Sarkozy.

### Les protagonistes de Rockyville - Neuilly-sur-Seine
- Gominet : David Martinon[25], candidat de Nicolas Sarkozy à la mairie de Neuilly. Mis en échec finalement par Jean-Sarkozy, Arnaud Teulé et Marie-Célie Ménard.
- Recalé : Arnaud Teulé, conseiller à l’Élysée chargé des questions réservées (Neuilly / Hauts-de-Seine[26]). Écarté de la candidature au conseil général (par Jean Sarkozy) comme à la mairie de Neuilly (par Jean-Christophe Fromantin).
- Dioraddict : Marie-Cécile Ménard, conseillère générale UMP de Neuilly, battue en 2010 par Jean-Christophe Fromantin.
- Braconnier : Jean-Christophe Fromantin[25], maire puis député (divers droite) de Neuilly-sur-Seine.

### Les autres acteurs
- Madame de P., héroïne involontaire mais « compréhensive »[30] de l'incident sexuel avec Nicolas Sarkozy. Marie-Célie Guillaume affirme avoir rendu méconnaissable cette élue « maire d'une ville de 150 000 habitants ceinte de magnifiques remparts classés monuments historiques, présidente d'une agglomération de 265 000 habitants »[31].
- Duchesse Aquarel : Béatrice Jérôme[23], journaliste au Monde.
- Papillon Kabyle : Saïd Mahrane[23], journaliste au Point.

### Les noms de lieux et institutions
- La Pravda : Le Figaro[23].
- Le Vieux pays : la France[32]
- La Principauté : le département des Hauts-de-Seine[32]
- Rockyville : la ville de Neuilly-sur-Seine[32]
- Little Manhattan : le quartier d'affaires de la Défense et l'établissement public qui le gérait à l'époque du récit (EPAD).